# Parrilla de salida

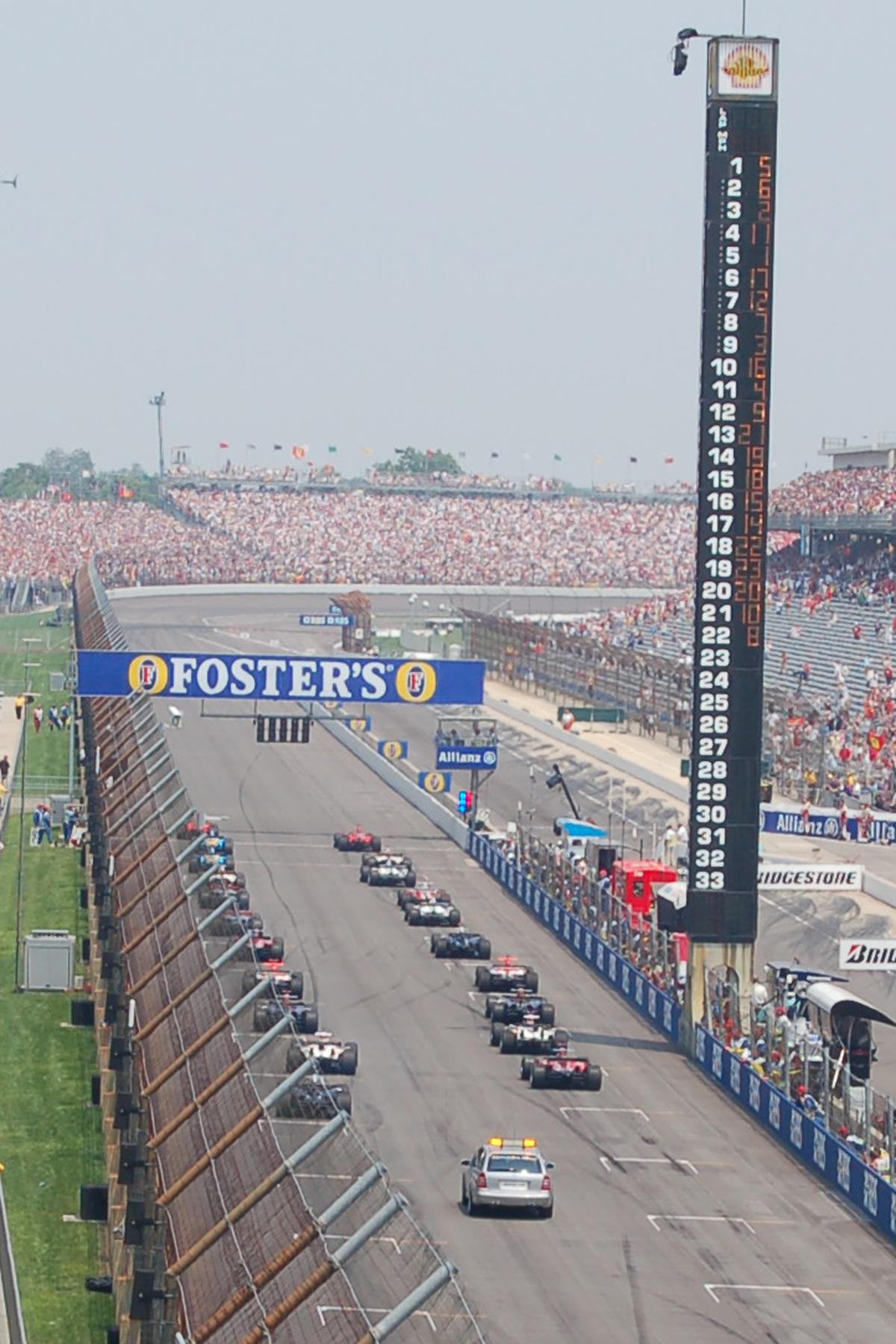
Parrilla de salida del Gran Premio de los Estados Unidos de 2006.

La parrilla de salida, o grilla de salida, es el lugar señalado en el que se colocan los competidores en un circuito de carreras antes de empezar una carrera.

## Procedimiento de largada
Los participantes se encuentran totalmente quietos, pero con los motores en marcha, hasta que se enciende la luz verde que da comienzo a la carrera. Se colocan en diferentes filas según un orden establecido previamente. El orden en la parrilla de salida normalmente es establecido por la vuelta de calificación, anteriores al día de la carrera. Las filas no son paralelas a la línea de salida sino diagonales. En una línea de la parrilla se pueden colocar varios pilotos, dependiendo de la competición variará el número, por ejemplo en Fórmula 1 son dos; mientras en Moto GP, Moto2 y Moto3 son tres.
Existen la variación en la que los coches se orden de similar manera, pero están en movimiento cuando inicia la carrera, a una velocidad controlada. Las largadas en movimiento o lanzadas son comunes en NASCAR, IndyCar y Turismo Carretera, entre otras.

### Estilo Le Mans

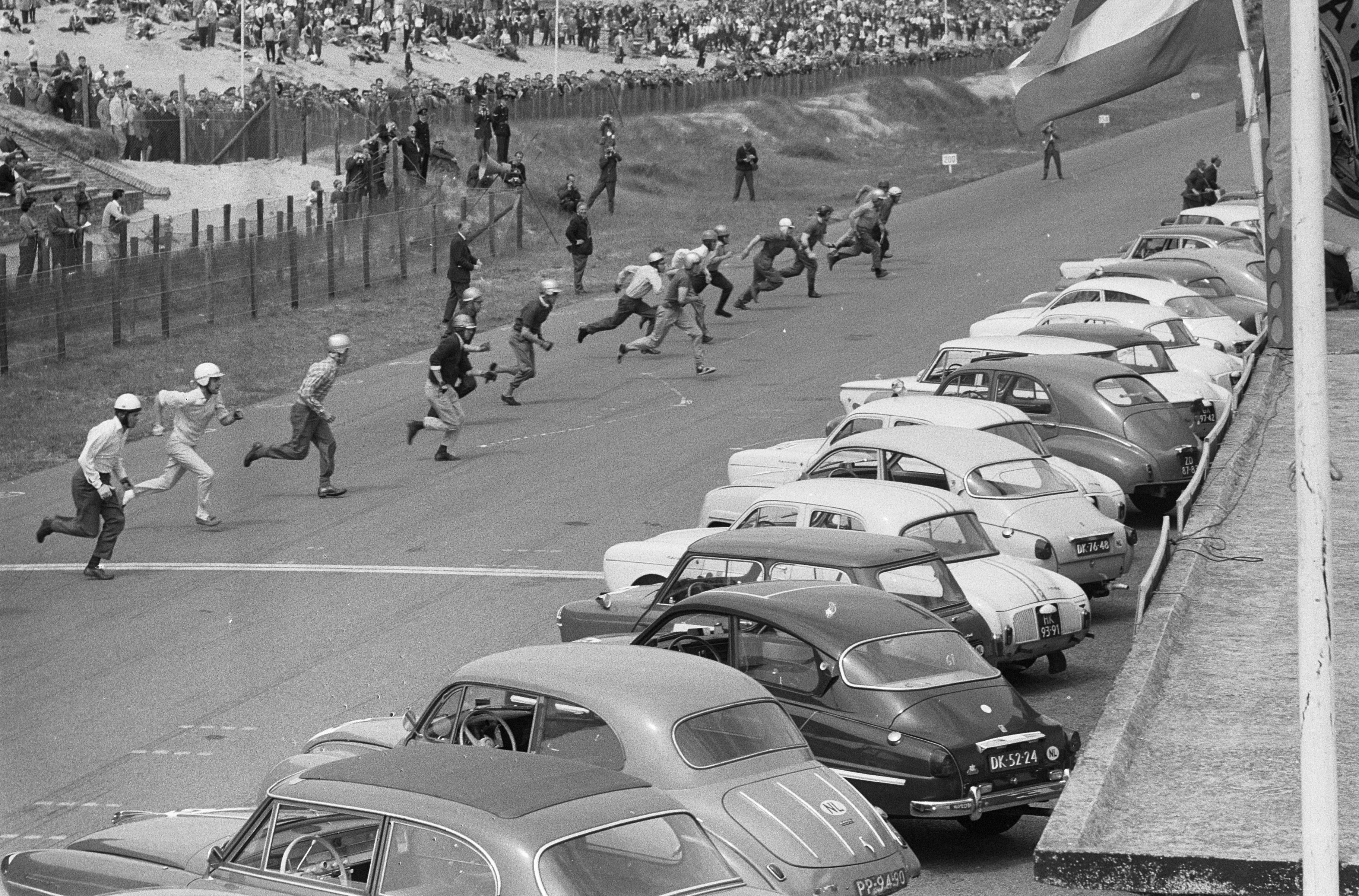
El estilo Le Mans en Zandvoort en 1962.

El estilo Le Mans comenzó hace años a usarse en distintos tipos de carreras de motor. Al caer la bandera, los corredores cruzarán la pista, se montarán en sus coches que estarán aparcados y los arrancarán para comenzar la carrera. Este ya no se usa en las 24 Horas de Le Mans, donde fue popularizado.